# Tenzing Norgay

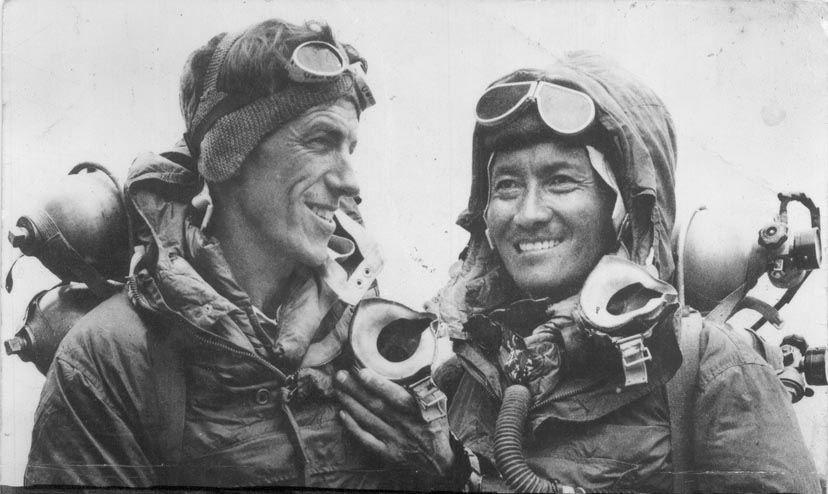
Edmund Hillary (vlevo) a Tenzing Norgay (vpravo)

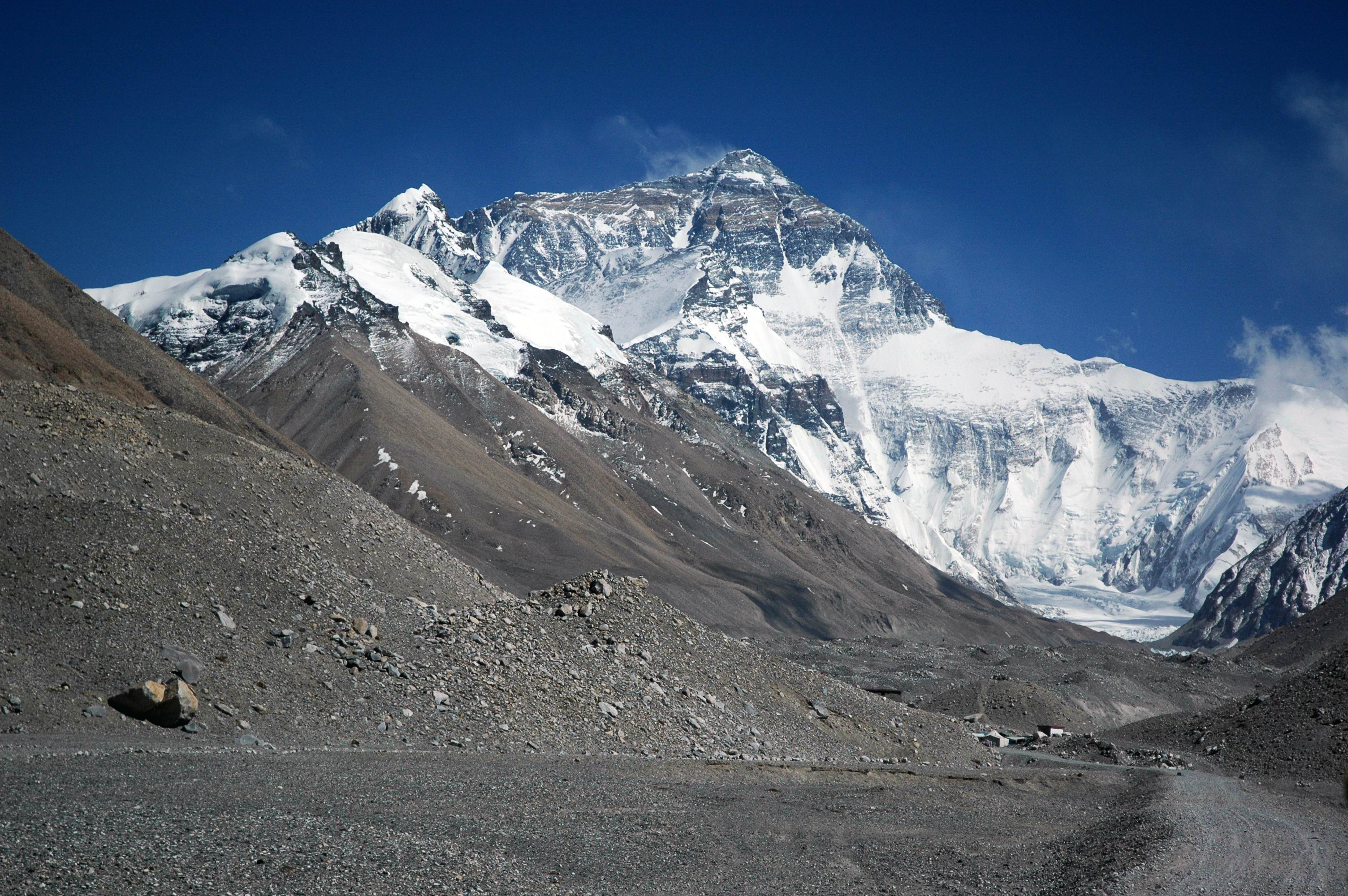
Mount Everest

Tenzing Norgay (květen? 1914 – 9. května 1986) byl nepálský šerpský horolezec. Spolu s Edmundem Hillarym dosáhli 29. května 1953 jako první lidé vrcholu Mount Everestu.

## Životopis
Po úspěšném výstupu na Everest se v médiích, především v novinách a literatuře objevilo několik spekulací a rozporů, zároveň i snaha politicky využít úspěchu expedice. To byl jeden z důvodů vzniku knihy Muž z Everestu (v originále Man of Everest, 1955), jejímž autorem byl po dohodě vydavatelství s Tenzingem (Tenzing neuměl číst a psát) americký spisovatel a horolezec James Ramsey Ullman. Kniha je Tenzingovým vyprávěním o jeho životě, přičemž zároveň vysvětluje některé dříve publikované nejasnosti. Následující údaje čerpají především z uvedené knihy.
- 1914 – Narodil se koncem května v Ccha-čhu, rok byl určen přepočtem z tibetského kalendáře, roční období bylo určeno podle počasí a sklizně. Jako dítě žil ve vesnici Thamej v Solo Khumbu ve východním Nepálu.

- 1932 – V osmnácti letech odešel do Dardžílingu, aby se pokusil dostat do britské expedice na Everest plánované na rok 1933, ale byl odmítnut.

- 1935 – Počátkem roku se oženil s Dawa-Phuti, narodil se jim syn Ňima-Dordže (zemřel v roce 1939). Účastnil se páté britské výpravy na Mount Everest z Tibetské strany, jejímž vedoucím byl Eric Shipton. Předchozí výpravy se konaly v letech 1921, kdy byla objevena cesta ze severu. V roce 1922 se podařilo vystoupit až do 8320 m n. m. V teto výpravě zahynulo sedm Šerpů při pádu laviny pod Severním sedlem. V roce 1924 v expedici zahynuli Andrew Irvine a George Mallory, přičemž byli naposledy spatřeni ve výšce nad 8530 m n. m. Expedice v roce 1933 a její horolezci Harris, Wager, Smythe a Shipton dosáhli přibližně stejných míst jako Mallory s Irvinem. V roce 1934 Tenzing s dalšími Šerpy vynosili materiál do Severního sedla (cca 6700 m), výše výprava nevystoupila. Na podzim se účastnil výpravy na Kabru (7000 m), ale pouze jako nosič do základního tábora.

- 1936 – Opět se účastnil velké britské expedice na Everest (vedoucí Hugh Ruttledge, stejně jako v roce 1933). Za špatného počasí dosaženo Severního sedla. Tenzing se také účastnil výpravy Erica Shiptona do Garhválu ve Středním Himálaji za účelem měření map v okolí Nandá Déví.

- 1937 – Účastnil se malé výpravy do Garhválu s J. T. M. Gibsonem, výprava provedla průzkum a pokusila se o nesnadný výstup na Bandar Púnčh (cca 6300 m).

- 1938 – Znovu v expedici na Everest, jejímž vedoucím H. W. Tilman. Postavili tábor v 8300 m n. m., Lloyd experimentoval s kyslíkovým přístrojem. Vznikla Medaile tygra udělovaná himálajským klubem Šerpům, kteří dosáhli nejvyššího tábora. Na podzim se účastnil výpravy do Garhválu. V zimě toho roku se mu narodila dcera Pem-Pem.

- 1939 – Byl členem výpravy na Tirakhmír (7750 m n. m.) v Pákistánu s panem a paní Smeetonovými. S nedostatečným vybavením dosáhli výšky 7000 m n. m. Tenzing v té době je již vůdcem Šerpů i nosičů, tato funkce se nazývá sardár. Po výpravě zůstal ve službách majora Whita v Čitrálu (část Pákistánu), v Dardžílingu. V tomto roce mu zemřel syn Ňima-Dordže na úplavici.

- 1940 – Počátkem roku se vrátil za rodinou, narodila se mu dcera Ňima a přestěhovali se do Čitrálu, kde byl Tenzig ve službách majora Whita. Později pracoval jako vedoucí důstojnické jídelny.

- 1944 – Zemřela jeho manželka Dawa-Phuti.

- 1945 – Počátkem roku se s dcerami vrátil do Dardžílingu a oženil se s Ang-Lhamo. Tento rok se účastnil výpravy amerického plukovníka Taylora do Tibetu.

- 1946 – Opět se přidal k výpravě na Bandar Púnčh, při niž byla dosažena výška 5490 m n. m. Ještě téhož roku podnikl dvě výpravy do okolí Kančendžengy.

- 1947 – Tento rok se přidal k netradiční výpravě Earla Denmana do Tibetu a na Mount Everest. Účastnil se i švýcarské výpravy na nižší vrcholy do Garhválu, během ní při návratu došlo ke komplikacím způsobené konfliktem mezi Indií a Pákistánem.

- 1948 – Účastnil se devítiměsíční výpravy do Tibetu (Lhasa) s profesorem Giuseppem Tuccim z Itálie, kde se setkal s dalajlámou a také s Heinrichem Harrerem a Petrem Aufschneiterem z výpravy na Nanga Parbat v roce 1939.

- 1949 – Byl instruktorem horolezení u indické armády v severozápadní Indii. Odřekl účast ve švýcarské expedici René Ditterta ke Kangčhendžandze a naopak se účastnil H. W. Tilmanovy průzkumné výpravy do Nepálu.

- 1950 – Dosáhl vrcholu Bandar Púnčhe (6305 m n. m.). Účastnil se podzimní britské expedice na Nangá-Parbat (8125 m n. m.), Který zdolal až Hermann Buhl o tři roky později. Za velké zimy Šerpové sestupili do základního tábora, zatímco Thornley, Crace a Marsh pokračovali ve výstupu. Po šesti dnech se do tábora vratil pouze Marsh.

- 1951 – Zatímco Eric Shipton vedl další výpravu na Mount Everest z jihu, Tenzing pracoval jako sardár francouzské výpravy na Nandá-Dévi, která se snažila přejít z hlavního vrcholu (7816 m, prvovýstup Tilman a Odell, 1936) na východní (7430 m, polská expedice, 1939). Vedoucí expedice Roger Duplat a Gilbert Vignes vyrazili 29. června z výšky 7200 m k hlavnímu vrcholu, Tenzing a Louis Dubost v následujících dnech jim stoupali naproti na východní vrchol (Tenzing tento výstup označil za svůj nejtěžší a nejnebezpečnější), nicméně ani z východního vrcholu nepozorovali žádné stopy po Duplatovi a Vignesovi. Na podzim byl Tenzing sardárem výpravy Švýcara George Freye do okolí Kangčhendžangy, při prvovýstupu na poměrně bezvýznamný Kang Peak na sněžném úbočí nejištěný Frey jdoucí bez maček uklouzl a zahynul. Byla to třetí Tenzingova výprava v řadě, při níž došlo ke ztrátě na životě.

- 1952 – Švýcaři zvou Tenzinga jako sardára na expedici na Mount Everest z jihu (vedoucí dr. Wyss-Dunant, ve vyšších polohách Dittert). Tenzing se po osmnácti letech setkal se svou matkou a spřátelil se s horským vůdcem Raymondem Lambertem. Aubert, Flory, Lambert a Tenzing během dobývání vrcholu postavili tábor v 8400 m n. m., další den za špatného počasí vystoupal Lambert a Tenzing do výšky 8600 m n. m., ale pro nepříznivé počasí se museli vrátit. Na podzim Švýcaři další expedici na Mount Everest, neboť další rok měli Mount Everest zarezervovaný již Britové a další rok Francouzi. Během expedice u paty Lhoce pod Jižním sedlem zemřel Šerpa Mingma-Dordže na zranění způsobené padajícím ledem. Proto se Švýcaři rozhodli pro bezpečnější cestu do Jižního sedla po svazích Lhoce. Opět za velmi špatného počasí Lambert, Reiss a Tenzing vzdali výstup 300 metrů nad Jižním sedlem. Po náročných expedicích byl Tenzing hospitalizovan s horečkou a vysílením z dvou náročných výprav v jednom roce, na kterých byl současně sardárem i plnohodnotným členem horolezeckého družstva.

- 1953 – Uzdravující se Tenzing dostal pozvánku do britské expedice na Mount Everest, jednalo se o jeho sedmou expedici na nejvyšší horu světa. Původně měl výpravu vést Eric Shipton, ale vystřídal ho plukovník John Hunt. Oproti švýcarské expedici byli vztahy mezi Šerpy a „sáhiby“ formálnější. Během expedice došlo ke sporům mezi Šerpy a sáhiby, které musel Tenzing coby sardár řešit. První pokus o vrchol podnikl Bourdillon a Evans, jednalo se spíše o úkol vynést materiál z Jižního sedla výše. Podařilo se jim vystoupat až na Jižní vrchol a pak se vrátili zpět do sedla. Plukovník Hunt a Da-Namgjal tentýž den dosáhli výšky 8380 m n. m. Následující den bylo nepříznivé počasí, v sedle zůstal Lowe, Gregory, Ang-Ňima, Pemba, Tenzing a Edmund Hillary. Další den vyrazil Lowe, Gregory a Ang-Ňima výše, po nich Hillary s Tenzingem. Cestou sebrali náklad vynesený před dvěma dny a postavili poslední tábor ve výšce okolo 8500 m n. m. V táboře zůstal pouze Edmund Hillary a Tenzing. Další den, 29. května, stoupali k Jižnímu vrcholu, nalezli kyslíkové láhve zanechané zde dvojicí Bourdillon s Evansem. Hillary jako první překonal tzv. Hillaryho výšvih trhlinou mezi skaliskem a sněhovou převějí. Pokračovali stále výš a téměř současně (společné prohlášení Hillaryho a Tenzinga) dosáhli vrcholu Mount Everestu. Tenzing se netajil tím, že Hillary byl na vrcholu o chlup dříve. Na vrcholu Edmund Hillary vyfotil Tenzinga a okolí, zanechali zde několik předmětů a sestoupili. Po zdolání Mount Everestu se Tenzingovi i jeho rodině změnil život, účastnil se recepcí, byl zván do různých zemí světa, podával interview, získával ocenění a také se objevily různé spekulace v médiích…

- 1954 – Společně s Jamesem Ramsay Ullmanem pracoval na knize Muž z Everestu, strávil léto v Švýcarsku jako host Společnosti pro alpský průzkum a založil Himálajský horolezecký ústav…

## Film
- Beyond the Edge; režie: Leanne Pooley; Nový Zéland, 2013, 90 min